# Foucaucourt-Hors-Nesle
Foucaucourt-Hors-Nesle település Franciaországban, Somme megyében. Lakosainak száma 79 fő (2022. január 1.). Foucaucourt-Hors-Nesle Lignières-en-Vimeu, Mouflières, Nesle-l’Hôpital, Rambures, Senarpont és Villeroy községekkel határos.

## Népesség
A település népességének változása:
| Lakosok száma | 69   | 74   | 78   | 80   | 80   | 81   | 80   | 80   | 79   |
|               | 2013 | 2015 | 2016 | 2017 | 2018 | 2019 | 2020 | 2021 | 2022 |